# 井上哲士
井上 哲士（いのうえ さとし、1958年5月5日 - ）は、日本の政治家。元参議院議員（4期）。日本共産党中央委員、中央委員会書記局員。党参議院幹事長兼国会対策委員長を歴任。

## 経歴
銀行員だった父の転勤先、山口県徳山市で生まれ、広島県で育った。1983年、京都大学法学部卒業後、赤旗記者などを経て2001年、第19回参議院議員通常選挙比例代表で初当選。

## 略歴
- 1977年 - 日本共産党入党
  - 京都大学教養部自治会代表
  - 京都府学生自治会連合執行委員
  - 日本民主青年同盟京大地区委員長
- 1983年 - 京都大学法学部卒業
  - 日本共産党京都府委員会勤務
  - 衆議院議員梅田勝秘書
- 1991年 - 赤旗政治部記者
- 1996年 - 第41回衆議院議員総選挙で京都2区で出馬、現職文部大臣で宏池会重鎮の奥田幹生に849票差まで迫ったが落選。
- 2000年 - 第42回衆議院議員総選挙で京都2区から立候補したが落選
- 2001年 - 第19回参議院議員通常選挙に初当選（比例代表）
- 2003年 - 議院運営委員会理事
- 2004年 - 参議院党国会対策委員長
- 2006年 - 党大会で中央委員、書記局員
- 2007年 - 第21回参議院議員通常選挙に再選（比例代表）、参議院国会対策委員長
- 2013年 - 第23回参議院議員通常選挙に3選（比例代表）
- 2019年 - 第25回参議院議員通常選挙に4選 (比例代表)
- 2025年 - 第27回参議院議員通常選挙では比例区で出馬したものの、党の獲得議席が2議席であったのに対し、個人得票数が4位であったため落選。

## 政治的主張
- 当選以来、野党共同提案の民法改正案の提案者にも常に名を連ねるなど、選択的夫婦別姓制度の導入推進に力を入れている。2012年には民法改正を求める緊急院内集会において、「離婚の場合は旧姓に戻すことも元の姓を名乗ることも、子どもだけが元夫の姓を名乗ることも許されている。婚姻家族には認めないのは女性の人格権を蔑ろにしている」[3]「国会には一部だが根強い反対の声があって進まないが、実現できるように全力をあげたい」[4] と述べている。当選した際の最初の質問も選択的夫婦別姓に関するものであった[5]。
- 原子力発電所の再稼働に反対する[6]。

## 活動
- 2006年4月26日に東京・永田町の参議院議員会館で行われた「共謀罪に反対する超党派国会議員と市民の緊急院内集会」の呼びかけ人を務めた[7]。
- 2003年、静岡空港建設反対の国会議員署名活動で署名者に加わっている[8]。
- 日本共産党の機関誌しんぶん赤旗によれば、陸上自衛隊ヘリコプターの不正発注による官製談合で問題になっていた川崎重工業（神戸市）への防衛省からの天下りを指摘し、批判した[9]。

## 所属団体・議員連盟
- アムネスティ議員連盟（副会長）
- サッカー外交推進国会議員連盟（副会長）
- 死刑廃止を推進する議員連盟（幹事）
- 司法改革推進議員連盟（幹事）
- 在外被爆者に援護法適用を実現させる議員懇談会（世話人）
- 人権外交を推進する議員連盟[10]
- 国連難民高等弁務官事務所国会議員連盟
- 核軍縮議員ネットワーク・日本
- 交通事故問題を考える国会議員の会
- 金融消費者保護推進議員連盟
- 犬猫の殺処分ゼロをめざす動物愛護議員連盟
- 日中友好議員連盟
- 日朝国交正常化推進議員連盟（委員）
- 参議院ASEAN議員機構対話推進議員連盟
- ハンセン病問題の最終解決を進める国会議員懇談会
- 薬害ヤコブ病問題を考える議員の会
- 公共事業チェック議員の会
- 恒久平和のために真相究明法の成立を目指す議員連盟
- 「国会に保育室を！」推進議員連盟
- 共謀罪に反対する超党派国会議員と市民の集い（呼びかけ人）[11]

## 人物
- 家族は妻と1女[12]。
- 趣味は読書、水泳、サッカー。サッカー国会議員チームに加わり[2]、韓国、中国、イングランド、ロシアの国会議員チームとの試合に出場。2006年の韓国戦では「共産党は専守防衛だからセンターバックをしてほしい」といわれ、体を張った「防衛」で優秀選手に選ばれた[12]。
- 被爆二世であることを公表している（母親が広島で入市被爆）[12]。
- 2023年2月6日、共産党は党首公選制の導入を著書で訴えた党員の松竹伸幸を除名処分とした。井上は、「党首公選制を否定するものではない」と述べており、党首の選出方法については「それぞれの党がそれぞれの考えでやればいいこと」とコメントしている[2]。
- 志位和夫が共産党委員長として20年以上党首として続けていることに関しては、井上は「短くてもダメな人はダメ。それ自体が問題だとは思っていない」と述べている[2]。
- 憲法9条に関する共産党のスタンスについて「憲法9条をお守りだとは思っていない」「憲法9条に基づいた積極的な平和外交をすることが大事」とコメントしている[2]。

## 選挙歴
| 当落 | 選挙                     | 執行日         | 年齢 | 選挙区       | 政党       | 得票数     | 得票率 | 定数 | 得票順位 /候補者数 | 政党内比例順位 /政党当選者数 |
| ---- | ------------------------ | -------------- | ---- | ------------ | ---------- | ---------- | ------ | ---- | ------------------ | ---------------------------- |
| 落   | 第41回衆議院議員総選挙   | 1996年10月20日 | 38   | 京都府第2区  | 日本共産党 | 4万2211票  | 28.67% | 1    | 3/4                | /                            |
| 落   | 第42回衆議院議員総選挙   | 2000年06月25日 | 42   | 京都府第2区  | 日本共産党 | 4万1541票  | 26.69% | 1    | 3/5                | /                            |
| 当   | 第19回参議院議員通常選挙 | 2001年07月29日 | 43   | 参議院比例区 | 日本共産党 | 3万2107票  | ーー   | 48   | 3/25               | 3/4                          |
| 当   | 第21回参議院議員通常選挙 | 2007年07月29日 | 49   | 参議院比例区 | 日本共産党 | 18万9456票 | ーー   | 48   | 3/17               | 1/3                          |
| 当   | 第23回参議院議員通常選挙 | 2013年07月21日 | 55   | 参議院比例区 | 日本共産党 | 5万874票   | ーー   | 48   | 4/17               | 4/4                          |
| 当   | 第25回参議院議員通常選挙 | 2019年07月21日 | 61   | 参議院比例区 | 日本共産党 | 4万2982票  | ーー   | 50   | 3/26               | 3/4                          |
| 落   | 第27回参議院議員通常選挙 | 2025年07月20日 | 67   | 参議院比例区 | 日本共産党 | 2万8202票  | ーー   | 50   | 4/19               | 4/2                          |